# النسيان (أغنية لغرايمس)
النسيان (بالإنجليزية:Oblivion) هي ثالث أغنية من ألبوم 'Visions' للمغنية ومنتج الأغاني الكندية غرايمس التي صدرت بتاريخ 06 يناير 2012 عن شركة التسجيلات الموسيقية البريطانية 4AD.

## قصة الأغنية
في مقابلة أُجريت في أبريل 2012 مع جاسيندا جوفيند لموقع Music Feeds، أوضحت غرايمس أن الأغنية تتناول اعتداءً عنيفًا:
أصابني الجنون لبضع سنوات. أصبت بجنون العظمة وأنا أتجول ليلًا، وبدأت أشعر بعدم الأمان. تدور الأغنية حول تمكين نفسي جسديًا وسط قوة ذكورية، وكراهية الشعور بالعجز، والاستخفاف بالقوة الجسدية الذكورية، وجعلها مرحة وغير مُهددة. لقد تناولت موقفًا ثقافيًا عنيفًا نموذجيًا وجعلته بارزًا وسعيدًا.
قامت الكاتبة والمخرجة تشاندلر ليفاك لصالح هيئة الإذاعة الكندية عام 2020. و المذيعة الأسترالية كاز تران لقناة ABC عام 2022 بتغطية اعتداء غرايمس الجنسي، حيث كتبت تران:
 "بصفتي ناجية من اعتداء جنسي عنيف، كانت أغنية "Oblivion" نتيجة جهود غرايمس الحثيثة لتحويل مشاعر الخوف والجنون إلى شيء مرح وغير ضار".

## الاستقبال النقدي
وهي واحدة من أكثر إصدارات غرايمس نجاحًا، وقد احتلت المرتبة رقم 38 في قائمة محطة الموسيقى البديلة الأسترالية Triple J لأفضل 100 أغنية لعام 2012. اختيرت كأفضل أغنية لعام 2012 على موقع بيتشفورك Pitchfork، الذي صنفها أيضًا في عام 2019 كثاني أفضل أغنية في العقد. واحتلت المرتبة 229 في قائمة مجلة NME لأعظم 500 أغنية على الإطلاق.

## الفيديو الموسيقي

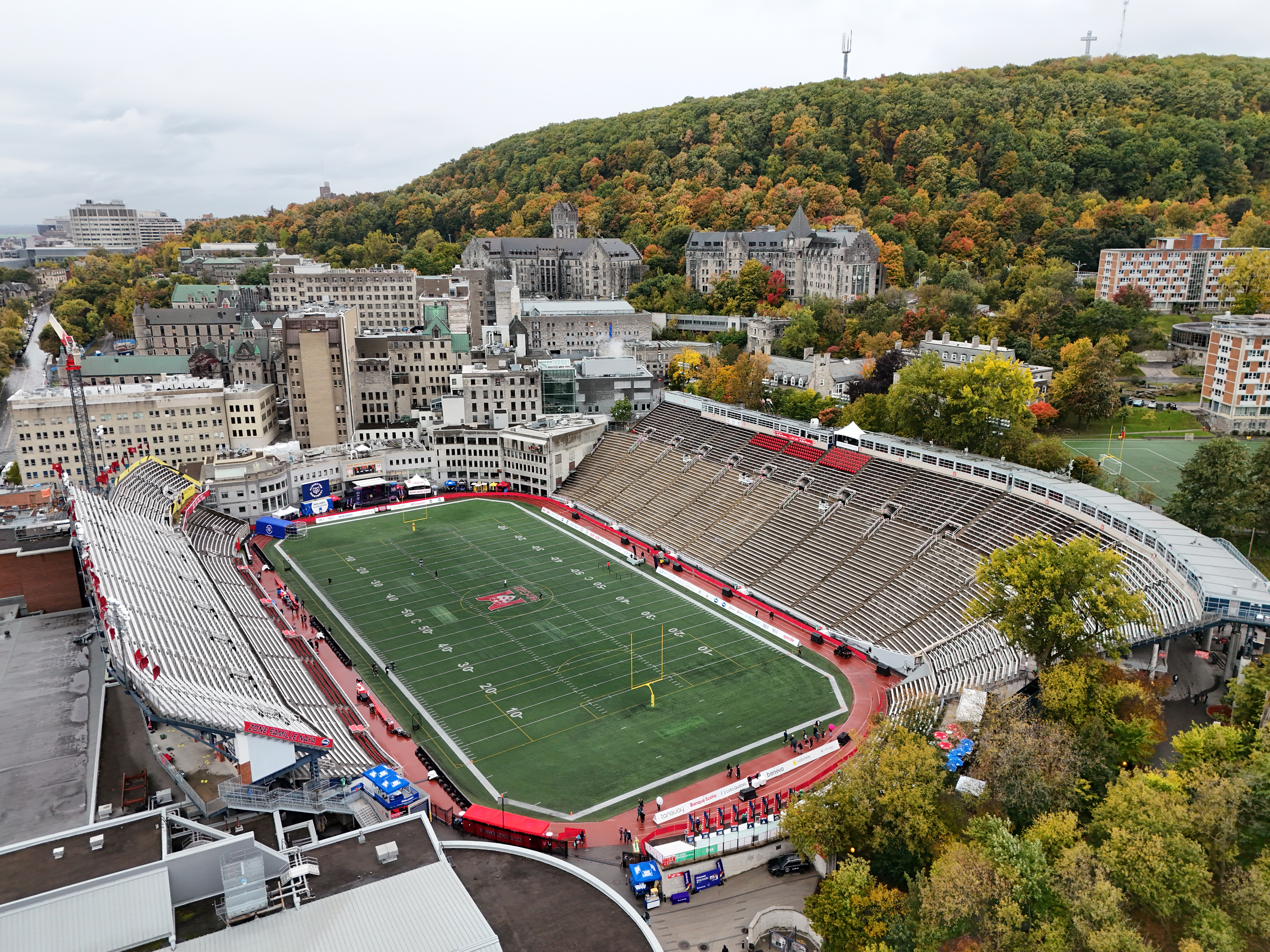
ملعب مولسون أين تم تصوير الفيديو الموسيقي لأغنية Oblivion

اشتركت غرايمس وإيميلي كاي بوك في إخراج الفيديو الموسيقي بميزانية محدودة. وتظهر فيه غرايمس مرتدية معطفًا أسود وشعرًا ورديًا مميزًا لها وهي تضع سماعات الرأس في مباراة رياضية مع جمهور معظمه من الرجال. تم تصويره في مونتريال في الملعب الأوليمبي وفي ملعب مولسون بجامعة ماكجيل خلال مباراة كرة قدم وحدث سوبر كروس.
عُرض الفيديو لأول مرة في 2 مارس 2012 وتظهر فيه غرايمس بين فتيان عاريا الصدر، وكذلك في غرفة تبديل ملابس الرجال محاطًا برياضيين يرفعون الأثقال.

صرحت غرايمس لمجلة بيتشفورك :
يمنحني الفن متنافسًا يمكنني من خلاله أن أكون عدوانية في عالم لا يمكنني عادةً أن أكون فيه، وجزء من ذلك كان تأكيد هذه القوة الأنثوية المجردة في هذه الساحات التي يهيمن عليها الذكور - فالفيديو يدور إلى حد ما حول تجسيد الرجال. ولكن ليس بطريقة غير محترمة.
في مقابلة مع مجلة ”Spin“ قالت غرايمس:
كنت مهتمة بالنموذج الأصلي الياباني للبطلة الأنثوية الصغيرة جدًا واللطيفة جدًا والقوية جسديًا. أنت لا ترى هذا النموذج الأصلي في أمريكا. ولكن في الثقافة اليابانية، هناك شخصيات نسائية في الثقافة اليابانية يمكن أن تجسد هذا الزي الأنثوي ومع ذلك تقطع رأس شخص ما بالسيف. تجسد أغنية ”Oblivion“ هذا النوع من النموذج الأصلي، حيث تذهب إلى هذا العالم الذكوري المرتبط بالاعتداء الجنسي، ولكن يتم تقديمه كشيء مرحب به ولطيف حقًا. تدور الأغنية نوعاً ما حول كوني....

- لقد تعرضت للاعتداء وواجهت صعوبة كبيرة في الانخراط في أي نوع من العلاقات مع الرجال، لأنني كنت مرعوبة جداً من الرجال لفترة من الوقت.

## المراكز والشهادات
| البلد               | المركز (حسب عام 2012) |
| ------------------- | --------------------- |
| إيرلندا (IRMA)      | 92                    |
| المكسيك (Billboard) | 39                    |

| البلد                   | الشهادة           | عدد المبيعات/الإستماع الإلكتروني |
| ----------------------- | ----------------- | -------------------------------- |
| المملكة المتحدة (BPI)   | الأسطوانة الفضية  | 200.000                          |
| الولايات المتحدة (RIAA) | الأسطوانة الذهبية | 500.000                          |

## قائمة المراجع
1. 1 2  Govind, Jacinta (16 Apr 2012). "The Grime on Grimes". Music Feeds (بالإنجليزية الأمريكية). Archived from the original on 2024-06-25. Retrieved 2025-07-03.
2. ↑  "Grimes went from industry-shaking genius to punchline in a decade. Are we treating her fairly? | CBC Arts". CBC (بالإنجليزية الأمريكية). Archived from the original on 2025-07-03. Retrieved 2025-07-03.
3. ↑  "Grimes wanted to make pop music more meaningful on her third album Visions". Double J (بAustralian English). 7 Mar 2022. Archived from the original on 2024-11-12. Retrieved 2025-07-03.
4. ↑  Pitchfork (7 Oct 2019). "The 200 Best Songs of the 2010s". Pitchfork (بالإنجليزية الأمريكية). Archived from the original on 2025-06-25. Retrieved 2025-07-03.
5. ↑  Barker, Emily (31 Jan 2014). "The 500 Greatest Songs Of All Time - 300-201". NME (بالإنجليزية البريطانية). Archived from the original on 2023-10-21. Retrieved 2025-07-03.
6. ↑  "The story behind Grimes's 'Oblivion' video". dmy.co (بالإنجليزية البريطانية). Archived from the original on 2025-04-18. Retrieved 2025-07-03.
7. 1 2 3  Dombal, Ryan (5 Mar 2012). "Grimes: "Oblivion"". Pitchfork (بالإنجليزية الأمريكية). Archived from the original on 2024-12-15. Retrieved 2025-07-03.
8. ↑  Hopper, Jessica (6 Dec 2012). "Grimes Comes Clean: Synth-Pop Provocateur on Her Big Year". SPIN (بالإنجليزية الأمريكية). Archived from the original on 2025-04-15. Retrieved 2025-07-03.
9. ↑  Hung، Steffen. "irishcharts.com - Discography Grimes". irish-charts.com. مؤرشف من الأصل في 2025-02-20. اطلع عليه بتاريخ 2025-07-03.
10. ↑  "Grimes | Biography, Music & News". Billboard (بالإنجليزية الأمريكية). Archived from the original on 2025-04-07. Retrieved 2025-07-03.
11. ↑  "Basement Jaxx, Red Alert, Single - The BPI". BPI (بالإنجليزية). Archived from the original on 2025-06-30. Retrieved 2025-07-03.
12. ↑  "Gold & Platinum". RIAA (بالإنجليزية الأمريكية). Archived from the original on 2025-07-03. Retrieved 2025-07-03.

## وصلات خارجية
- الفيديو الموسيقي لأغنية النسيان على منصة يوتيوب.
- أغنية النسيان على موقع أول ميوزيك (الإنجليزية).
- أغنية النسيان على قاعدة بيانات ديسكوغز (الإنجليزية).
- أغنية النسيان على موقع جينيس (الإنجليزية).